# Chiến tranh Thanh – Miến
Chiến tranh Thanh–Miến (tiếng Trung: 中緬戰爭 hoặc 清緬戰爭; tiếng Miến Điện: တရုတ်-မြန်မာ စစ်ပွဲ (၁၇၆၅–၁၇၆၉)), còn gọi là Cuộc xâm lược Miến Điện của nhà Thanh hay Chiến dịch Miến Điện của Đại Thanh, là một cuộc chiến tranh giữa Đại Thanh và Đế quốc Konbaung tại Miến Điện. Nhà Thanh dưới sự lãnh đạo của Hoàng đế Càn Long đã bốn lần tấn công Miến Điện trong các năm từ 1765 đến 1769, xem đó là một trong Thập toàn Võ công. Tuy nhiên, cuộc chiến tranh này đã lấy đi sinh mạng của 7 vạn binh sĩ nhà Thanh gồm cả bốn vị chỉ huy, có lúc lại bị coi là "một trong những đại chiến bại của Thanh triều". Miến Điện đã tự vệ thành công, tạo cơ sở cho biên giới giữa hai nước Myanma và Trung Quốc ngày nay.
Ban đầu, Càn Long tin là Miến Điện dễ đánh, nên chỉ phái quân Lục doanh đang đồn trú tại Vân Nam đi đánh. Quân Thanh sang đánh vào lúc phần lớn quân Miến Điện đang tham chiến ở Ayutthaya. Tuy nhiên, quân Miến Điện đã đánh bại hai cuộc tấn công đầu tiên của quân Thanh vào các năm 1765 và 1766 ngay tại biên giới. Cuộc xung đột quy mô khu vực đã leo thang thành chiến tranh quy mô lớn với sự huy động quân lực quy mô toàn quốc ở cả hai nước. Cuộc tấn công lần thứ ba (1767–1768) do lực lượng Bát Kỳ thiện chiến làm chủ lực gần như đã thắng lợi, khi đã thâm nhập sâu được vào miền Trung và chiếm được kinh đô Ava của Miến Điện trong vài ngày. Nhưng quân Bát Kỳ ở Hoa Bắc không quen với địa hình và dịch bệnh nhiệt đới, nên đã bị đẩy lui với tổn thất nặng nề. Rút kinh nghiệm từ việc thiếu phòng bị, Vua Hsinbyushin đã kéo phần lớn lực lượng quân Miến Điện ở Ayutthaya về vùng biên giới với Thanh. Cuộc tấn công lần thứ tư và là cuộc tấn công lớn nhất của nhà Thanh diễn ra ở vùng biên giới. Quân Thanh gần như đã bị vây kín, và cuối cùng giữa các chỉ huy chiến trường của hai bên đã đạt được nghị hòa vào tháng 12 năm 1769.
Sau đó, nhà Thanh đã bố trí lực lượng quân sự lớn ở vùng biên giới Vân Nam suốt khoảng một thập kỷ để cố gắng tiến hành một cuộc chiến tranh nữa, và đã cấm trao đổi thương mại biên giới giữa hai nước suốt hai thập kỷ. Miến Điện cũng đề phòng nhà Thanh sẽ tấn công nữa, nên đã bố trí nhiều đơn vị ở vùng biên giới. Hai mươi năm sau, khi nhà Thanh và nhà Konbaung nối lại quan hệ ngoại giao vào năm 1790, nhà Thanh đơn phương xem việc này nghĩa là Miến Điện cầu xin, và tuyên bố chiến thắng. Trớ trêu thay, kẻ được lợi chủ yếu từ cuộc chiến tranh này là người Thái. Sau khi kinh đô Ayutthaya của họ thất thủ vào tay quân Myanma tháng 4 năm 1767, họ đã tái tập hợp khi quân Miến Điện rút đi, và giành lại lãnh thổ của mình trong vòng hai năm sau đó.

## Bối cảnh

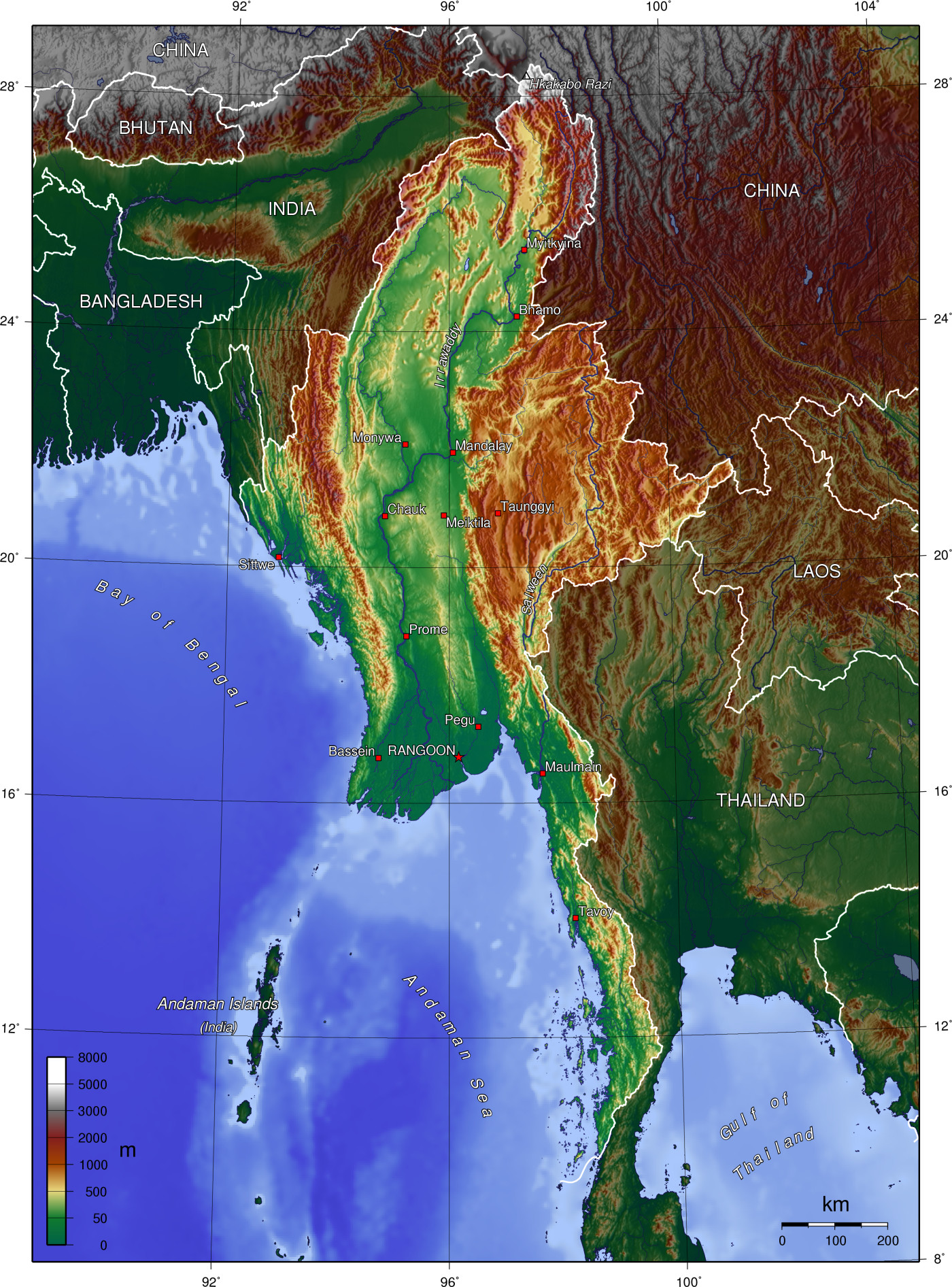
Địa hình Miến Điện, nơi diễn ra các chiến dịch

Vùng lãnh thổ biên giới giữa Trung Quốc và Miến Điện không được phân định rõ ràng từ lâu. Nhà Minh bắt đầu chinh phục vùng biên viễn Vân Nam trong khoảng những năm 1380 - 1388, và dập tắt các cuộc nổi dậy của người bản xứ trong khoảng giữa thập niên 1440. Người Miến kiểm soát lãnh thổ Shan (nay là các bang Kachin, Shan và Kayah) khoảng năm 1557 khi vua Bayinnaung của triều đại Toungoo chinh phục tất cả các vương quốc của người Shan. Vùng biên giới chưa được định rõ, với các chúa mường Shan sawbwas tại miền biên cống nạp cho cả hai phía. Tình hình trở nên có lợi cho phía nhà Thanh trong thập niên 1730 khi nhà Thanh bắt đầu thắt chặt kiểm soát vùng biên giới Vân Nam, trong khi chính quyền Miến Điện gần như tan rã hoàn toàn cùng với sự sụp đổ của vương triều Toungoo.

### Nhà Thanh siết chặt kiểm soát vùng biên (thập kỷ 1730)

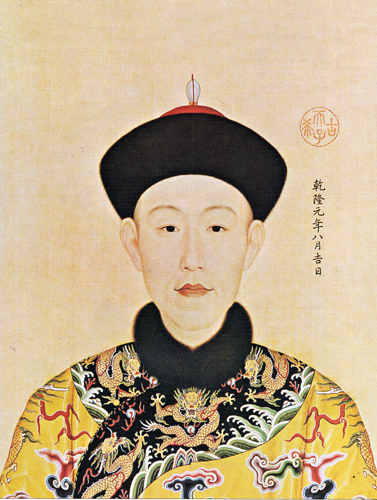
Càn Long thời trẻ

Nhà Thanh khi bắt đầu thắt chặt vòng kiểm soát vùng biên đã gặp phải sự kháng chực quyết liệt từ phía các thủ lĩnh địa phương. Năm 1732, chính quyền Vân Nam đòi tăng thuế đã khiến cho người Shan nổi dậy mấy lần. Các thủ lĩnh Shan tuyên bố "Đất và nước này là của chúng ta. Ta tự cầy cấy mà ăn, chẳng cần gì phải cống nạp cho triều đình ngoại bang". Tháng 7 năm 1732, một đạo quân Shan chủ yếu gồm thổ binh sơn cước bao vây đồn binh nhà Thanh tại Phổ Nhĩ trong suốt 90 ngày. Chính quyền Vân Nam phản ứng quyết liệt, đưa 5.000 quân đến đánh giải vây. Vân Thanh truy đuổi mãi về phía tây, nhưng không thể dập tắt được hết sức kháng cự. Cuối cùng, tướng lĩnh Thanh phải thay đổi chiến thuật, liên minh với các chúa mường trung lập, trao chức quyền cho họ, bao gồm cả quan chức chỉ huy quân Lục Doanh và làm quan lại địa phương. Để hoàn tất thỏa hiệp, viên quan lớn thứ ba ở Vân Nam đích thân đến quận Tư Mao tổ chức buổi lễ tuyên thệ, đánh dấu việc nhà Thanh chính thức sáp nhập vùng biên. Tới giữa những năm 1730, các chúa mường vùng biên vốn cống nạp cho cả hai triều đình dần ngả về phía nhà Thanh. Tới năm 1735, năm Càn Long lên ngôi, 10 chúa mường đã theo nhà Thanh. Các tiểu quốc mà nhà Thanh sáp nhập trải từ Mogaung và Bhamo nay thuộc bang Kachin cho tới Hsenwi (Theinni) và Kengtung (Kyaingtong) nay thuộc bang Shan tới Sipsongpanna (Kyaingyun) nay là khu tự trị dân tộc Thái Tây Song Bản Nạp Vân Nam.
Trong khi nhà Thanh mở rộng kiểm soát vùng biên, triều đại Toungoo phải đương đầu với các cuộc đột kích cướp phá từ bên ngoài và các cuộc nổi loạn từ bên trong, nên không thể có hành động nào để đối phó lại. Trong suốt thập kỷ 1730, chính quyền Miến phải đối mặt với cuộc nổi dậy của người Manipuri liên tục đột kích ngày càng sâu vào vùng Thượng Miến. Năm 1740, người Mon ở Hạ Miến nổi dậy, thành lập Vương quốc Hanthawaddy Tái lập. Tới giữa thập kỷ 1740, quyền lực của vua Miến hầu như không tồn tại. Tới năm 1752, triều đại Toungoo bị quân đội từ vương quốc Hanthawaddy tái lập lật đổ và chiếm Ava.
Tới lúc đó, uy quyền vủa nhà Thanh trên vùng biên là điều không thể chối bỏ được. Năm 1752, Càn Long ban hành bản thảo Phác họa chư hầu đế quốc Thanh, theo đó tất cả các tộc "man di" dưới quyền đều phải được nghiên cứu và gửi báo cáo về triều đình.

### Miến Điện tái lập ảnh hưởng (thập niên 1750-1760)

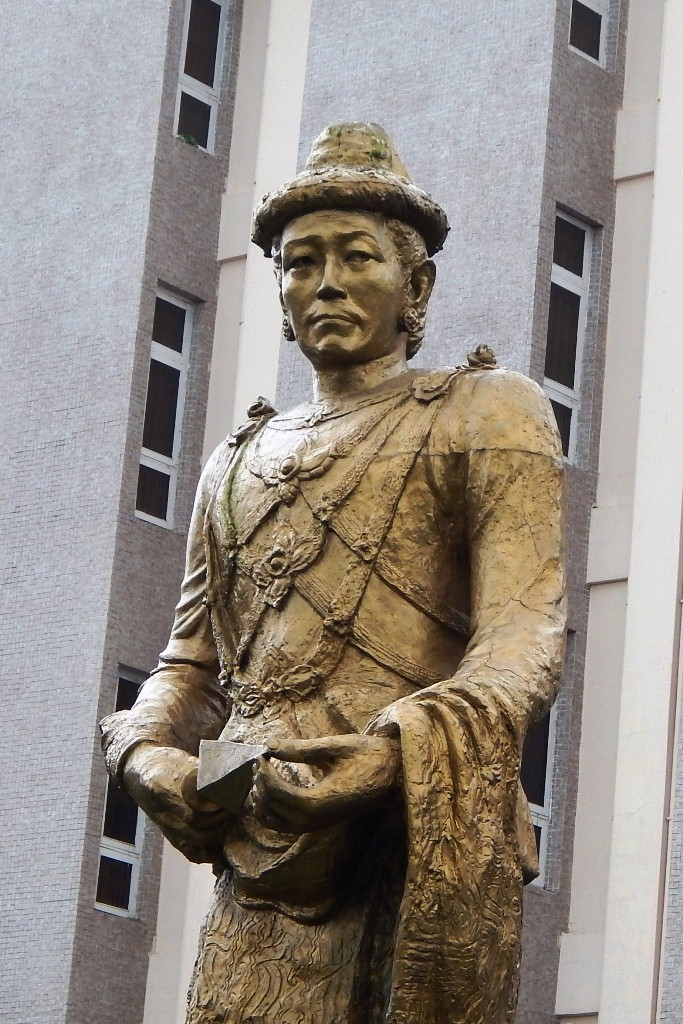
Alaungpaya

Năm 1752, một triều đại mới gọi là triều đại Konbaung nổi lên tranh giành với nhà Hanthawaddy Tái lập, và bắt đầu tiến hành thống nhất toàn bộ vương quốc vào năm 1758. Năm 1758-59, vua Alaungpaya, người sáng lập nên triều đại, đưa một đoàn quân viễn chinh tiến sâu vào lãnh thổ Shan Ngoại, (nay là các bang Kachin và miền đông và bắc bang Shan), vốn đã bị nhà Thanh sáp nhập trong vòng hơn hai thập kỷ, nhằm tái lập quyền kiểm soát của Miến Điện. (Vùng Shan Nội đã qui phục từ năm 1754). Ba trong số mười chúa mường Shan sawbwas (Mogaung, Bhamo, Hsenwi) cùng thuộc hạ của họ bỏ chạy vào Vân Nam và cầu cứu quan lại nhà Thanh đánh Miến Điện. Cháu của sawbwa Kengtung và binh lính dưới quyền cũng bỏ trốn.
Quan lại Vân Nam báo tin cho Càn Long năm 1759, và triều đình nhà Thanh nhanh chóng ban sắc lệnh tái chinh phạt. Ban đầu, quan lại Vân Nam dùng kế "dĩ man chế man", tìm cách giải quyết bằng cách hỗ trợ cho các chúa mường phản loạn. Nhưng chính sách này không mang lại kết quả. Năm 1764, một đạo quân Miến trên đường đi Xiêm, thắt chặt kiểm soát vùng biên ngoại, khiến cho các chúa mường phải khiếu nại lên với phía nhà Thanh. Để đáp lại, hoàng đế nhà Thanh bổ nhiệm Lưu Tảo, một thượng thư có uy tín từ kinh đô đến để giải quyết tình hình tại đây. Tại Côn Minh, Lưu Tảo nhận thấy việc sử dụng thổ binh Thái-Shan không có kết quả, phải dùng đến quân chính quy Lục Doanh.

## Chiến dịch lần thứ nhất (1765–1766)
Đầu năm 1765, một đạo quân Miến gồm 20.000 binh lính đóng tại Kengtung, dưới sự chỉ huy của tướng Ne Myo Thihapate, xuất phát để đi đánh Xiêm. Với lực lượng chủ lực của Miến viễn chinh, Liu Tảo dùng cớ tranh chấp giữa thương gia Miến và Thanh để xâm lược Kengtung tháng 12 năm 1765. Lực lượng Thanh gồm 3.500 quân Lục Doanh, cùng với thổ binh Thái-Shan, tiến hành bao vây Kengtung nhưng không đánh lại được lực lượng quân đồn trú thiện chiến của Miến đóng tại đây dưới quyền chỉ huy của tướng Ne Myo Sithu. Quân Miến đánh phá vây và truy kích quân xâm lăng tới quận Phổ Nhĩ, rồi đánh bại họ tại đây. Tướng Ne Myo Sithu đóng lại đây một toán quân, rồi trở về Ava tháng 4 năm 1766.
Tướng Thanh Lưu Tảo bị mất mặt, tìm cách che giấu tin thất trận. Khi triều đình Thanh tỏ ra nghi ngờ, Càn Long đòi triệu hồi Lưu Tảo ngay tức khắc và giáng cấp. Thay vì phục mệnh, Lưu Tảo tự cắt cổ tự tử, dùng máu của chính mình viết "Không có cách nào báo được hoàng ân, ta đáng tội chết". Mặc dù kiểu tự tử này của quan lại nhà Thanh không phải hiếm gặp thời đó, nó cũng làm Càn Long đùng đùng nổi dận. Việc đánh dẹp quân Miên trở thành vấn đề giữ thể diện cho triều đình. Càn Long quyết định bổ nhiệm Dương Ứng Cừ, một võ quan dày dặn vùng biên cương, với nhiều năm kinh nghiệm tại Tân Cương và Lưỡng Quảng.

## Chiến dịch lần thứ hai (1766–1767)

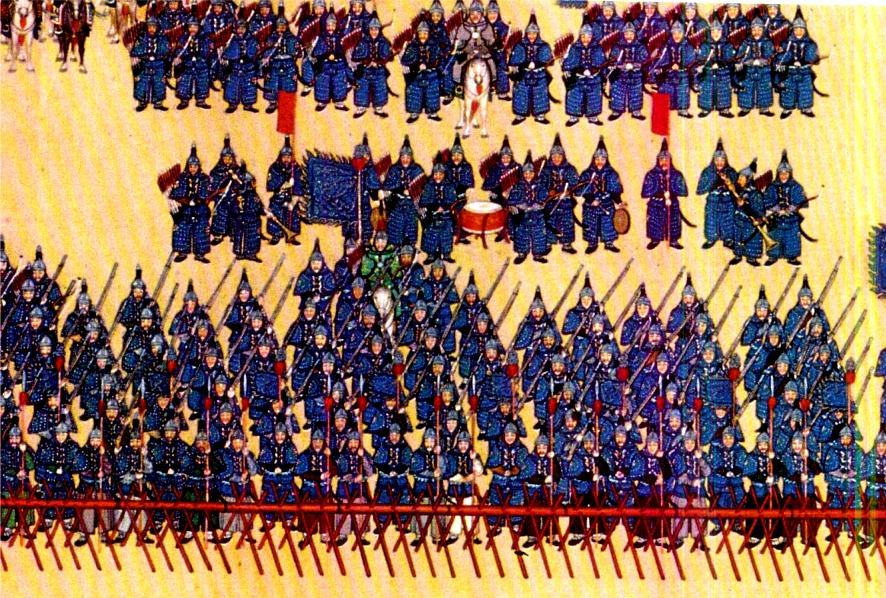
Bát kỳ binh thời Càn Long

Dương Ứng Cừ đến nhiệm sở mùa hè năm 1766. Khác với cuộc viễn chinh lần trước của Lưu Tảo đánh vào Kengtung, cách rất xa vùng trung tâm Miến Điện, Dương Ứng Kỳ quyết định đánh thẳng vào vùng Thượng Miến. Ông vạch kế hoạch đưa lên ngai vàng Miến Điện một ứng cử viên được nhà Thanh ủng hộ. Kế hoạch xâm lược của quân Thanh đi qua Bhamo, xuôi dòng sông Irrawaddy để vào Ava. Quân Miến biết trước được lộ trình tiến quân của nhà Thanh và lên kế hoạch đối phó. Hsinbyushin lập mưu lừa quân Thanh tiến sâu vào lãnh thổ Miến để rồi bao vây tiêu diệt. Chỉ huy quân Miến trên chiến trường là Balamindin được lệnh bỏ Bhamo, thay vào đó đóng trại tại Kaungton, cách Bhamo vài dặm trên dòng Irrawaddy. Đồn binh Kaungton được chuẩn bị kỹ càng với binh đội pháo thủ do các pháo thủ người Pháp (bị bắt sau trận Thanlyin năm 1756) chỉ huy. Để tăng cường, một cánh quân khác do Maha Thiha Thura chỉ huy tại miền cực đông Miến Điện Kenghung (nay là Cảnh Hồng, Vân Nam), được lệnh hành binh cắt ngang qua miền bắc xứ Shan về chiến trường Bhamo.

### Vây hãm tại Bhamo–Kaungton
Theo kế hoạch, quân Thanh dễ dàng chiếm được Bhamo vào tháng 12 năm 1766, và thiết lập trại lương tại đây. Quân Thanh tiếp đó vây đánh đồn binh Miến tại Kaungton. Tuy nhiên Balamindin phòng ngự chắc chắn, đánh bật các cuộc tấn công liên tiếp của quân Thanh. Cùng lúc, hai cánh quân Miến, một do Maha Sithu chỉ huy, một do Ne Myo Sithu, bao vây quân Thanh. Cánh quân của Maha Thiha Thura cũng tới nơi, đóng lại gần Bhamo để chặn đường rút về Vân Nam.
Quân Thanh lâm vào thế bế tắc, hơn nữa họ không hợp với khí hậu nhiệt đới vùng Thượng Miến. Hàng ngàn quân Thanh đổ bệnh sốt rét, tiêu chảy, lỵ. Quân Thanh báo cáo "cứ 1000 người thì có 800 người chết vì bệnh dịch, hàng trăm người khác bị ốm".
Thấy quân Thanh suy yếu trầm trọng, quân Miến mở cuộc tấn công. Đầu tiên, Ne Myo Sithu dễ dàng đánh chiếm lại Bhamo. Cánh quân chính của nhà Thanh vậy là hoàn toàn mắc kẹt trong hành lang Kaungton-Bhamo, cắt rời khỏi đường tiếp tế. Quân Miến tiếp đó đánh vào quân Thanh theo hai hướng— quân của Balamindin đánh ra từ thành Kaungton, quân của Ne Myo Sithu đánh xuống từ phía bắc. Quân Thanh rút theo hướng đông, rồi rẽ lên hướng bắc, lại gặp phải một cánh quân Miến khác của Maha Thiha Thura đang đợi sẵn. Hai cánh quân Miến kia cũng bám sát, và kết quả là quân Thanh bị tiêu diệt hoàn toàn. Đạo quân của Maha Sithu đang trấn giữ sườn tây sông Irrawaddy tiến lên phía bắc Myitkyina, đánh bại các đồn binh Trung Hoa nhỏ tại biên giới. Quân Miến tiếp đó chiếm 8 tiểu vương quốc Shan thuộc Vân Nam.

### Kết quả
Các đạo quân chiến thắng của Miến Điện rút về Ava đầu tháng 5 mang theo chiến lợi phẩm chiếm được gồm pháo, súng hỏa mai, tù binh. Tại Côn Minh, Tổng đốc Dương Ứng Cừ buộc phải nói dối, báo về kinh đô rằng Bhamo đã thất thủ, dân cư sở tại đã dóc tóc kiểu Mãn Thanh, rằng chỉ huy quân Miến, Ne Myo Sithu, sau khi mất 10.000 quân đã phải xin ngưng chiến. Ông gợi ý hoàng đế chấp nhận hòa ước để tái lập mậu dịch giữa hai nước. Càn Long tuy nhiên nhận ra sự giả dối trong báo cáo, và triệu Dương về kinh. Về tới nơi, Dương Ứng Cừ phải tự vẫn theo lệnh của hoàng đế.

## Chiến dịch lần thứ ba (1767–1768)

### Quân Thanh động binh
Sau khi bị đánh bại hai lần, hoàng đế nhà Thanh và triều thần không thể nào hiểu được một quốc gia "man di" nhỏ bé như Miến Điện lại có thể kháng cự lại uy vũ của nhà Thanh. Với Càn Long, đã đến lúc quân chính quy Mãn Thanh xung trận. Ông luôn nghi ngại khả năng tác chiến của quân Lục Doanh người Hán. Người Mãn Châu tự coi là một dân tộc chinh phục thiện chiến, còn người Hán là một sắc dân nô dịch. Càn Long ra lệnh nghiên cứu hai cuộc chinh phạt trước, và bản báo cáo càng làm tăng thêm thành kiến của ông— rằng sự yếu kém của quân Lục Doanh là nguyên nhân dẫn đến thất bại.
Năm 1767, bổ nhiệm viên tướng người Mãn Châu lão luyện là Minh Thụy, cũng là con rể, làm tổng đốc Vân Nam và Quý Châu, chỉ huy chiến dịch Miến Điện. Minh Thụy đã tham chiến chống người Thổ tại vùng tây bắc, và chỉ huy vùng đất trọng yếu Y Lê (nay thuộc Kazakhstan). Sự bổ nhiệm này có nghĩa đây không còn là việc tranh chấp biên giới mà là một cuộc chiến tranh toàn diện. Minh Thụy tới Vân Nam vào tháng 4. Một lực lượng viễn chinh gồm các binh lính tinh nhuệ Mãn Châu và Mông Cổ được cấp tốc đưa xuống từ Hoa Bắc và Mãn Châu. Trong khắp nội địa Trung Hoa các tỉnh được huy động để cung ứng tiếp liệu.. Đạo quân này được hỗ trợ bởi hàng ngàn quân Lục Doanh từ Vân Nam và thổ binh Thái-Shan. Tổng cộng đạo quân xâm lược có khoảng 50.000 quân, phần lớn là lục quân. Địa hình sơn cước và rừng rậm Miến Điện không phù hợp cho kỵ binh tác chiến. Để phòng ngừa dịch bệnh, là vấn đề mà quân Thanh giờ rất coi trọng, cuộc hành binh được hoạch địch trong mùa đông, khi mà dịch bệnh ít tràn lan nhất.

### Miến Điện động binh
Miến Điện phải đương đầu với một đạo quân Trung Hoa lớn nhất từ trước đến giờ chuẩn bị xâm lược họ. Dù vậy, vua Hsinbyushin dường như không nhận thức được sự nghiêm trọng của tình hình. Trong suốt hai cuộc xâm lược trước, ông luôn luôn không chịu gọi về các đạo quân chính của Miến Điện, vốn đang chinh chiến tại Xiêm từ tháng 1 năm 1765 và bao vây kinh đô Ayutthaya từ tháng 1 năm 1766. Trong suốt năm 1767, khi quân Trung Hoa đang điều động lực lượng chuẩn bị cho cuộc viễn chinh, quân Miến Điện vẫn chỉ chú tâm vào việc đánh bại người Xiêm. Thậm chí sau khi kinh đô Xiêm đã bị chiếm vào tháng 4 năm 1767, Hsinbyushin vẫn giữ một bộ phận lớn quân đội tại Xiêm trong các tháng mùa mưa để đánh dẹp tàn quân Xiêm trong mùa đông tới. Thậm chí ông còn cho các đơn vị quân Shan và Lào giải giáp vào đầu mùa mưa năm đó.
Kết quả là khi cuộc chiến bắt đầu tháng 11 năm 1767, hệ thống phòng thủ của Miến Điện vẫn chưa được nâng cấp để đối phó với một địch thủ mạnh mẽ và quyết tâm hơn rất nhiều. Bộ chỉ huy của quân Miến vẫn giống như lần trước, Hsinbyushin vẫn chỉ định các chỉ huy lần trước để chống lại quân Trung Hoa. Maha Sithu chỉ huy đạo quân chủ lực, và là tổng chỉ huy chiến trường, với Maha Thiha Thura và Ne Myo Sithu chỉ huy hai cánh quân Miến còn lại. Balamindin lại được lệnh phòng thủ thành Kaungton. (Với đạo quân chủ lực của Miến Điện chỉ có khoảng 7000 binh, toàn bộ lực lượng Miến Điện khi bắt đầu cuộc viễn chinh lần thứ ba không thể vượt quá 20.000 quân.)

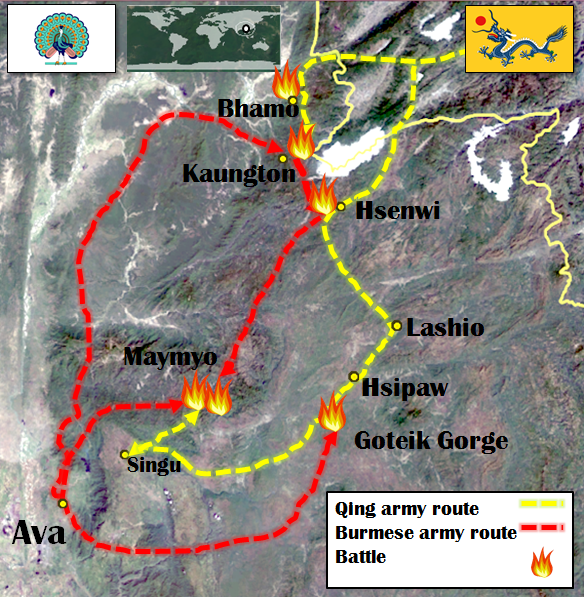
Các lộ quân trong cuộc viễn chinh lần thứ ba (1767-1768)

### Quân Thanh tấn công
Minh Thụy dự trù tấn công theo hai gọng kìm ngay khi mùa mưa chấm dứt. Đạo quân chủ lực do chính Minh Thụy chỉ huy sẽ tiến vào Ava theo đường Hsenwi, Lashio và Hsipaw, dọc theo sông Namtu. (Đường tiến quân chính sử dụng hướng tấn công do quân Thanh truy đuổi Vĩnh Lịch Đế nhà Minh một thế kỷ trước). Đạo quân thứ hai do tướng Ngạch Nhĩ Cảnh Ngạch (額爾景額) chỉ huy, lại tiến theo hướng Bhamo. Mục tiêu chính của cả hai đạo quân là hội quân thành một gọng kìm siết chặt thủ đô Ava của người Miến. Kế hoạch của quân Miến là kìm chân đạo quân Thanh tại phía bắc Kaungton với cánh quân của Ne Myo Sithu, và đón đánh cánh quân chủ lực của quân Thanh ở miền đông bắc với hai cánh quân của Maha Sithu và Maha Thiha Thura.
Ban đầu, mọi việc tiến hành đúng theo kế hoạch của nhà Thanh. Cuộc viễn chinh bắt đầu tháng 11 năm 1767 với cánh quân phụ của quân Thanh đánh chiếm Bhamo. Chỉ trong vòng 8 ngày, cánh quân chủ lực của Minh Thụy chiếm các tiểu quốc Shan Hsenwi và Hsipaw. Minh Thụy đặt Hsenwi thành căn cứ hậu cần, để lại đây 5.000 quân bảo vệ phía sau lưng, rồi dẫn 15.000 quân về hướng Ava. Cuối tháng 12, tại đèo Goteik (phía nam Hsipaw), quân hai bên đối mặt trong một trận quyết chiến đầu tiên kể từ khi chiến dịch bắt đầu. Không chống lại được quân Thanh đông gấp hai lần, đạo quân chủ lực của Miến do Maha Sithu bị quân Bát kỳ đánh tan tác. Maha Thiha Thura cũng bị đánh lui tại Hsenwi. Tin về trận đại bại tại Goteik bay về Ava. Vua Hsinbyushin cuối cùng cũng nhận ra tình hình nguy cập, và gấp rút gọi các đạo quân viễn chinh Miến từ Xiêm về.
Sau khi đánh vỡ đạo quân chủ lực của Miến Điện, Minh Thụy xua quân tiến lên, đánh chiếm hết thị trấn này đến thị trấn khác và đến được Singu trên bờ sông Irrawaddy, chỉ cách Ava có 30 dặm về phía bắc vào đầu năm 1768. Với người Miến, tin tốt duy nhất mà họ nhận được là việc cánh quân xâm lược thứ hai ở phía bắc, vốn định theo dòng Irrawaddy hội binh với quân chủ lực của Minh Thụy, đã bị chặn đứng tại Kaungton.

### Quân Miến phản công
Tại Ava, Hsinbyushin nổi danh vì không khiếp sợ trước viễn cảnh một đạo quân Trung Hoa lớn (khoảng 30.000 quân) đã đến trước cửa. Triều đình giục nhà vua bỏ trốn, nhưng nhà vua đáp lại một cách khinh miệt, rằng ông và các hoàng thân em trai, con của Alaungpaya, sẽ đánh lại quân Thanh dù có phải đơn độc chiến đấu. Thay vì phòng ngự thủ đô, Hsinbyushin bình tĩnh đưa một đạo quân thiết lập vị trí tiền tiêu ngoài Singu, bản thân ông cũng dẫn binh sĩ lên tuyến đầu chiến tuyến.
Trong khi đó, hóa ra là Minh Thụy cũng đã phải căng ra quá sức, và không có khả năng tiến sâu hơn nữa. Quân Thanh giờ ở quá xa căn cứ hậu cần chính tại Hsenwi, cách đó hàng trăm dặm ở miền thượng du Shan phía bắc. Quân du kích Miến đánh phá tuyến vận lương trong rừng của quân Thanh, ngăn trở quân Thanh tiến xa thêm. (Lực lượng du kích được tướng Teingya Minkhaung, phó tướng của Maha Thiha Thura, chỉ huy). Minh Thụy phải quay sang phòng ngự, kéo dài thời gian chờ đạo quân phía bắc đến cứu viện. Nhưng viện quân không bao giờ tới nơi, đạo quân phía bắc bị tổn thất nặng nề trong các đợt hãm thành liên tiếp đánh vào Kaungton. Chỉ huy đạo quân này, chống lệnh Minh Thụy, rút lui về Vân Nam. (Viên chỉ huy này sau bị hạ nhục và bị xử tử theo lệnh hoàng đế nhà Thanh.)
Tình hình quân Thanh trở nên bi đát. Đầu năm 1768, viện binh Miến gồm các đội binh thiện chiến từ chiến trường Xiêm bắt đầu về tới nơi. Được tăng cường bởi viện binh, hai cánh quân Miến của Maha Thiha Thura và Ne Myo Sithu đánh chiếm lại Hsenwi. Tướng chỉ huy quân Thanh tại Hsenwi tự sát. Vậy là tới tháng 3 năm 1768, cánh quân chính của nhà Thanh bị cắt đứt hoàn toàn khỏi đường tiếp tế. Hàng ngàn quân Bát kỳ, vốn là các chiến binh du mục miền thảo nguyên phương bắc dọc biên giới với Nga, nay bắt đầu chết vì bệnh sốt rét cũng như vì bị quân Miến tập kích trong cái nóng nung người ở miền trung Miến Điện. Minh Thụy không còn hy vọng tiến đánh Ava, phải tìm cách rút về Vân Nam để bảo toàn lực lượng.

### Trận Maymyo
Tháng 3 năm 1768, quân Thanh bắt đầu rút lui, bị quân Miến với khoảng 10.000 bộ binh và 2.000 kỵ binh bám riết. Quân Miến định vây hãm quân Thanh bằng cách chia làm hai cánh quân. Maha Thiha Thura nay là tổng chỉ huy thay Maha Sithu. Cánh quân nhỏ hơn do Maha Sithu chỉ huy, tiếp tục truy đuổi quân Thanh trong khi cánh quân chủ lực của Maha Thiha Thura theo đường núi bất ngờ xông vào hậu quân Thanh. Bằng các cuộc hành binh được chuẩn bị kỹ lưỡng, quân Miến thành công trong việc khép vây hoàn toàn quân Thanh tại Pyinoolwin (nay là Maymyo), cách Ava 50 dặm về phía đông bắc. Sau ba ngày giao chiến đẫm máu, quân Bát kỳ bị tiêu diệt hoàn toàn. Cuộc tàn sát dữ dội đến mức quân Miến không cầm được vào chuôi gươm trơn tuột vì đẫm máu quân địch. Trong tổng số quân ban đầu gồm 30.000 người, chỉ còn 2500 sống sót và bị bắt làm tù binh. Số còn lại hoặc bị giết trên chiến trường, hoặc chết bệnh hay bị hành quyết sau khi đầu hàng. Bản thân Minh Thụy bị thương nặng. Chỉ có một nhóm nhỏ quân Thanh tìm cách phá được vòng vây chạy thoát. Tướng Thanh Minh Thụy dù có thể tẩu thoát cùng nhóm này, nhưng quyết định cắt bím tóc gửi về cho hoàng đế làm minh chứng cho sự trung thành của mình, rồi treo cổ tự sát. Kết cục, cả đoàn quân viễn chinh chỉ còn vài chục người sống sót trở về.

## Chiến dịch lần thứ tư (1769)

### Giữa hai chiến dịch (1768-1769)
Hoàng đế Càn Long phái Minh Thụy và quân Bát kỳ đi, tính rằng chiến thắng dễ như trở bàn tay. Nhà Thanh bắt đầu lên kế hoạch cai trị vùng đất mới được sáp nhập. Trong vòng vài tuần, triều đình không nhận được tin tức chiến trường, và rồi tin dữ cũng bay về. Hoàng đế choáng váng, hạ lệnh ngưng tất cả các hoạt động quân sự cho tới khi ông có thể quyết định được bước đi tiếp theo. Các tướng lĩnh trở về từ chiến trường khuyên can hoàng đế rằng Miến Điện không thể chinh phục được. Tuy nhiên, nhà Thanh không có sự lựa chọn nào khác ngoài việc tiếp tục chiến tranh, vì thể diện quốc gia.
Càn Long quay sang một trong những quân sư tin cẩn nhất của mình Phó Hằng, chú của Minh Thụy. Trong những năm 1750, Phó Hằng là một trong số ít quan lại ủng hộ Càn Long đánh dẹp quân nổi dậy Dzungar, tại thời điểm mà đa phần mọi người đều cho rằng chiến tranh rất bất trắc. Ngày 14 tháng 4 năm 1768, triều đình thông báo Minh Thụy tử trận, và bổ nhiệm Phó Hằng làm tổng chỉ huy mới cho chiến dịch Miến Điện. Các tướng lĩnh Mãn Thanh là Agui, Aligun và Suhede được cử làm phó tướng. Cả một nhóm tướng lĩnh hàng đầu của nhà Thanh sửa soạn cho cuộc quyết chiến với Miến Điện.
Trước khi chiến sự tái diễn, phía Trung Hoa cho người dò hỏi khả năng hòa bình với triều đình Ava. Phía Miến Điện cũng đánh tin họ muốn có cơ hội thương thuyết, vì họ vẫn còn vướng chân tại Xiêm. Tuy nhiên Càn Long, được Phó Hằng khích, cương quyết cho rằng không thể hòa hoãn với Miến Điện, không thể để mất thể diện quốc gia. Mục tiêu của Càn Long là thiết lập ách cai trị của nhà Thanh lên toàn Miến Điện. Các phái đoàn cũng được cử sang Xiêm và Lào để thông báo cho họ biết ý định của phía Trung Hoa, và tìm kiếm đồng minh.
Ava giờ phải chuẩn bị cho một cuộc xâm lăng toàn diện. Hsinbyushin cho gọi gần hết binh tướng từ Xiêm về nước để đương đầu với quân Thanh. Lợi dụng quân Miến bận rộn đối phó với hiểm họa từ phía nhà Thanh, quân kháng chiến Xiêm tái chiếm Ayutthaya năm 1768, rồi tiếp tục tái chiếm tất cả các lãnh thổ trước đó mất vào tay người Miến trong các năm 1768 và 1769. Với người Miến, tất cả các thành quả mà họ phải khó nhọc mới giành được trong 3 năm trước đó (1765–1767) ở Xiêm tan thành bọt nước, mà họ không có cách nào cứu vãn được, vì bản thân họ phải chuẩn bị cho một cuộc chiến có tính chất sống còn.

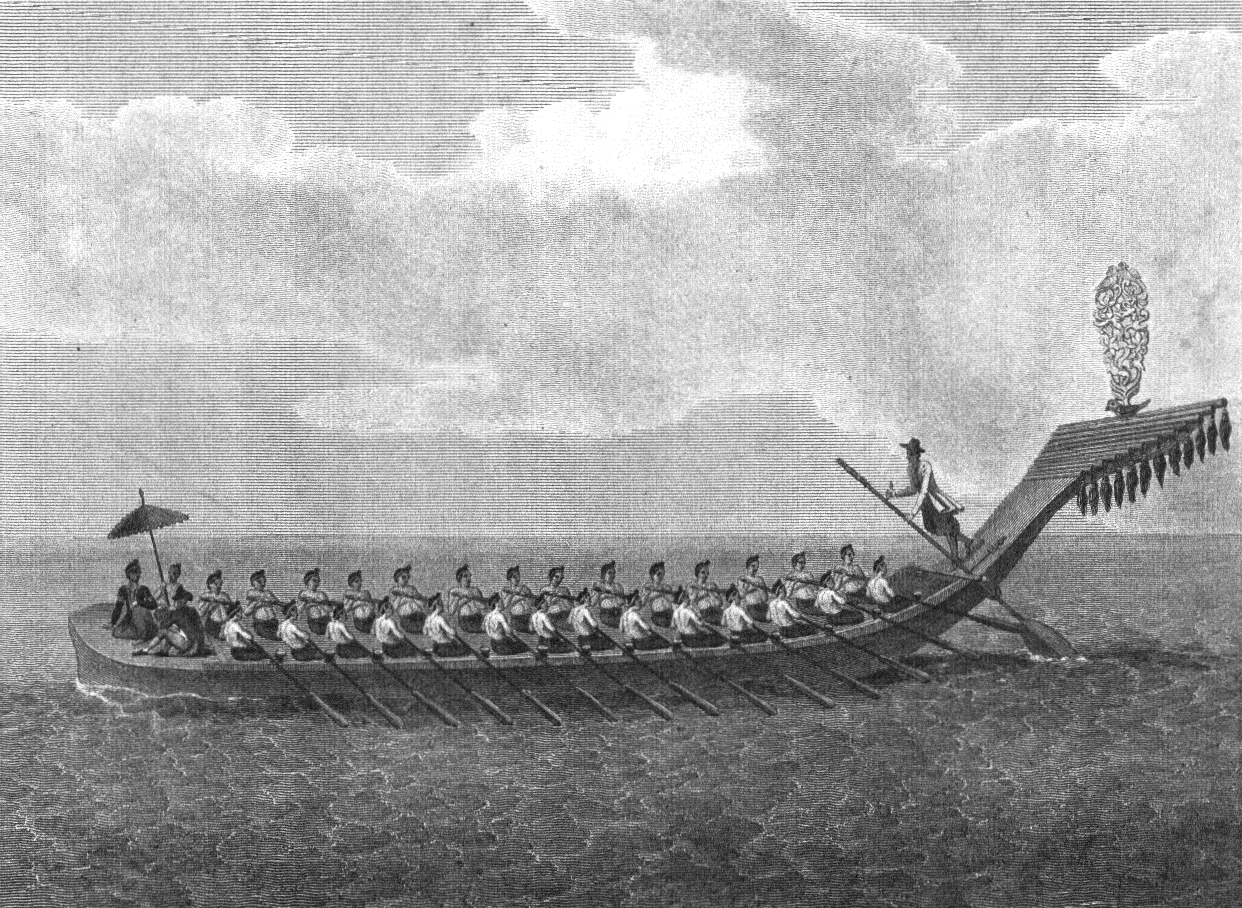
Chiến thuyền Miến trên sông Irrawaddy

### Kế hoạch tác chiến của quân Thanh
Phó Hằng tới Vân Nam tháng 4 năm 1769 để chỉ huy đạo quân gồm 60 ngàn binh lính. Ông nghiêm cứu các cuộc viễn chinh trước đó của nhà Minh và quân Mông Cổ để lên kế hoạch tác chiến, theo đó quân Thanh sẽ tiến đánh theo ba mũi, qua ngả Bhamo và sông Irrawaddy. Cánh quân thứ nhất sẽ tiến đánh trực diện vào Bhamo và Kaungton, tức sẽ gặp nhiều khó khăn. Tuy nhiên hai cánh quân còn lại lớn hơn sẽ bỏ qua Kaungton và tiến dọc sông, mỗi cánh trên một bờ sông, tiến về Ava. Hai cánh quân này sẽ được hỗ trợ bởi các thuyền chiến dùng thủy thủ từ hạm đội Triết Giang. Để không lặp lại sai lầm của Minh Thụy, ông cho bảo vệ tuyến tiếp tế và liên lạc của mình, cũng như cho tiến quân với tốc độ phù hợp. Ông không cho tiến quân xuyên rừng qua miền đồi núi xứ Shan để tránh bị quân du kích Miến phục kích cắt đường tiếp tế. Ông cũng mang theo một đội quân đông đảo thợ mộc để xây dựng đồn lũy và chiến thuyền dọc đường tiến quân.

### Kế hoạch tác chiến của quân Miến
Mục tiêu chính của quân Miến là chặn quân địch tại biên giới, ngăn cản quân Trung Hoa thọc sâu vào lãnh thổ của họ. Maha Thiha Thura là tổng chỉ huy, tiếp tục vai trò mà ông đã nắm trong nửa cuối chiến dịch trước. Vẫn như thường lệ, Balamindin chỉ huy đồn Kaungton. Tuần cuối tháng 9, ba đạo quân Miến được điều động đánh chặn ba cánh quân Thanh. Một đạo quân thứ tư được tổ chức với mục đích cắt đường tiếp tế của quân địch. Vua Hsinbyushin cũng tổ chức một hạm đội thủy quân để đánh chiến thuyền Thanh. Quân Miến giờ còn gồm cả lính hỏa mai Pháp dưới quyền chỉ huy của Pierre de Milard, tổng trấn thành Tabe ở Miến Điện, vừa quay trở về từ chiến trường Xiêm. Dựa vào hướng di chuyển quân địch, phía Miến Điện biết được đường tiến công của đạo quân xâm lược. Maha Thiha Thura cho quân ngược sông bằng thuyền về Bhamo.

### Diễn biến
Khi quân Miến bắc tiến, Phó Hằng bất chấp lời khuyên của các tướng dưới quyền, quyết định không chờ tới hết mùa mưa. Đây là một hành động liều lĩnh có tính toán; ông muốn đánh nhanh trước khi quân Miến tới, đồng thời hy vọng "chướng khí sẽ không lan tràn khắp nơi." Tháng 10 năm 1768, tới cuối mùa mưa, Phó Hằng mở màn chiến dịch xâm lược lớn nhất cho tới lúc đó. Cả ba đạo quân Trung Hoa đồng loạt đánh và hạ thành Bhamo. Tiếp đó họ nam tiến, xây dựng một tòa thành lớn gần làng Shwenyaungbin, cách thành Kaungton của quân Miến 12 dặm về phía đông. Theo kế hoạch, thợ mộc Trung Hoa đóng hàng trăm thuyền chiến để đi xuôi dòng Irrawaddy.
Tuy nhiên không có kế hoạch nào thực hiện được như dự định. Một đạo quân vượt qua bờ tây sông Irrawaddy như kế hoạch, tuy nhiên chỉ huy đạo quân này không muốn tiến quá xa khỏi căn cứ của mình. Khi quân Miến bên bờ tây áp sát, quân Thanh rút về bờ đông. Tương tự như vậy, đạo quân được chỉ định tiến theo bờ đông cũng không dịch chuyển, khiến cho thủy quân Thanh bị hở sườn. Hạm đội Miến Điện ngược dòng tấn công và đánh chìm tất cả chiến thuyền Thanh. Các đạo quân Thanh giờ hợp sức đánh thành Kaungton. Nhưng sau bốn tuần liên tiếp, quân Miến Điện chống cự dũng mãnh phi thường, đánh lui hết đợt xung phong này đến đợt xung phong khác của quân Bát kỳ dũng cảm tràn lên mặt thành.
Chỉ hơn một tháng sau khi bắt đầu chiến dịch, toàn bộ quân Thanh đã bị sa lầy. Dễ đoán được là rất nhiều binh lính và thủy thủ Trung Hoa bắt đầu đổ bệnh, và bắt đầu chết hàng loạt. Bản thân Phó Hằng cũng ngã bệnh. Bi đát hơn, cánh quân Miến được lệnh cắt đường tiếp tế cũng hoàn thành nhiệm vụ, và áp lại từ phía sau quân Thanh. Tới đầu tháng 12, toàn bộ đạo quân Thanh đã bị vây kín. Quân Miến tiếp đó đánh thành Shwenyaungbin, thành này thất thủ sau một trận ác chiến. Tàn quân Thanh từ đây bỏ chạy về hướng Kaungton nơi quân Thanh đang đóng. Quân Thanh bị khóa chặt trong hành lang Shwenyaungbin và Kaungton, bị quân Miến vây kín vòng trong vòng ngoài.

### Đình chiến

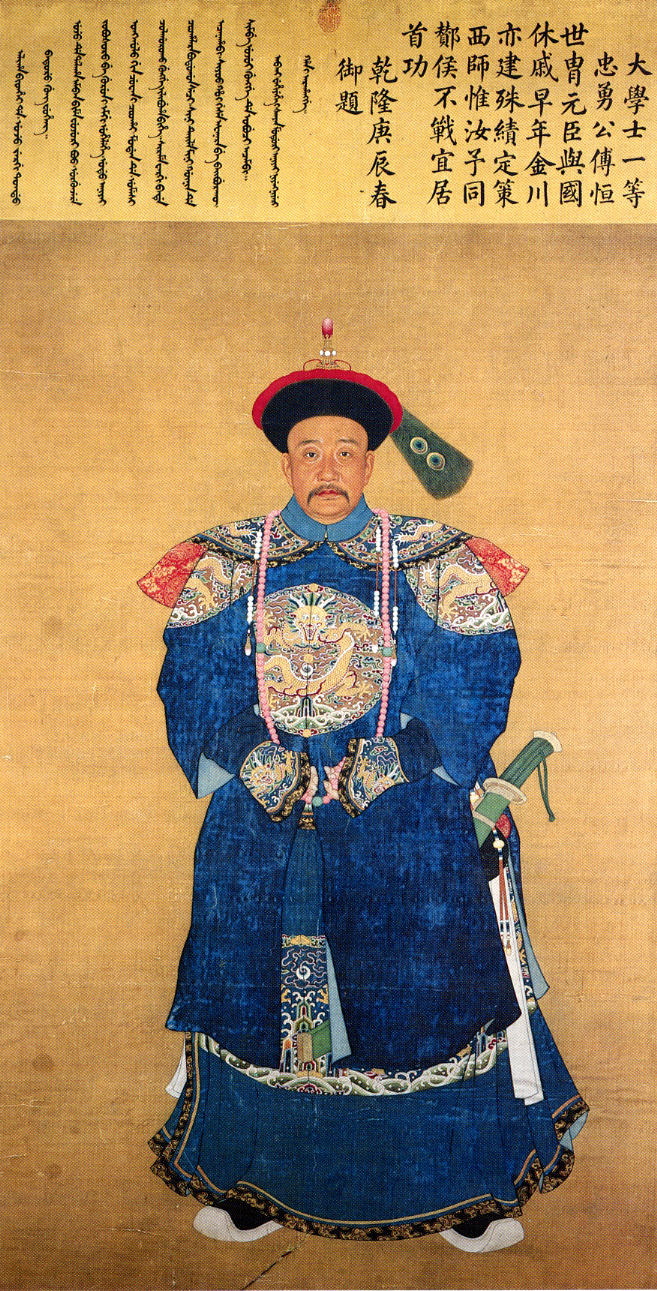
Thượng thư bộ binh Phó Hằng

Bộ chỉ huy quân Thanh, sau khi đã mất 20.000 quân và một số hỏa khí, giờ muốn nghị hòa. Các tướng lĩnh Miến không muốn nhân nhượng, cho rằng quân Thanh đã bị vây như thú trong chuồng, chết đói chết khát, và chỉ cần vài ngày nữa sẽ bị tiêu diệt đến kẻ cuối cùng. Nhưng Maha Thiha Thura, người chỉ huy trận Maymyo năm 1768 tiêu diệt đạo quân Thanh của tướng Minh Thụy, nhận thấy rằng việc tận diệt một đạo quân Thanh nữa sẽ chỉ làm triều đình nhà Thanh thêm quyết tâm phục hận.
Maha Thiha Thura nói:
Các binh tướng, nếu chúng ta không cho giảng hòa, chúng sẽ tiếp tục tiến hành một cuộc xâm lược nữa. Và một khi chúng ta đánh bại đạo quân đó, chúng sẽ gửi một đạo quân nữa. Nước ta không thể cứ đánh hết đạo quân Trung Hoa này đến đạo quân Trung Hoa khác, vì ta còn nhiều việc khác phải làm. Hãy ngưng cuộc tàn sát, và để dân họ và dân ta được sống trong thái bình.
Ông chỉ ra cho các tướng rằng chiến tranh với Trung Hoa đã trở thành một cái ung nhọt mà cuối cùng sẽ làm tiêu tan đất nước. So với thiệt hại của quân Thanh, tổn thất của quân Miến ít hơn nhiều, nhưng so với tỷ trọng dân số, đây là một mất mát to lớn. Các tướng không phục, nhưng Maha Thiha Thura, dùng quyền của mình, và không thông báo với nhà vua, đòi phía Thanh phải chất nhận các điều khoản:
1. Quân Thanh phải trao lại tất cả các sawbwas (chúa mường), những kẻ phản loạn, những kẻ lẩn tránh pháp luật Miến Điện và bỏ trốn vào lãnh thổ nhà Thanh;
2. Nhà Thanh phải công nhận chủ quyền của Miến Điện trên các tiểu quốc Shan vốn thuộc Miến Điện;
3. Tất cả tù binh chiến tranh phải được phóng thích;
4. Hoàng đế Trung Hoa và nhà vua Miến Điện duy trì quan hệ hữu hảo, thường xuyên trao đổi sứ thần mang quốc thư hữu nghị và tặng phẩm.

Phía Thanh chấp nhận các điều khoản. Tại Kaungton, ngày 13 tháng 12 năm 1769 (hoặc 22 tháng 12 năm 1769), dưới một ngôi chùa 7 tháp, 14 tướng Miến và 13 tướng Thanh ký hòa ước (còn gọi là Hòa ước Kaungton). Quân Thanh đốt bỏ chiến thuyền và nấu chảy hỏa pháo. Hai ngày sau, quân Miến xếp hàng, bồng vũ khí nhìn theo đoàn quân Thanh đói khát rời trại, ủ rũ rời đi dọc theo thung lũng Taiping; quân Thanh bắt đầu chết đến hàng ngàn người vì đói khát trên các ngả đường rút quân.

## Đoạn kết
Tại Bắc Kinh, Càn Long hoàng đế không hài lòng với bản hiệp ước, ông không chấp nhận giải thích của các tướng lĩnh Thanh rằng điều khoản thứ tư—trao đổi sứ thần đồng nghĩa với việc Miến Điện chấp nhận xưng thần và triều cống. Ông cũng không cho phép trao trả các thủ lĩnh Shan sawbwas cũng như các kẻ đào vong từ Miến Điện, và không cho phép buôn bán giữa hai nước.
Tại Ava, vua Hsinbyushin cũng hết sức giận dữ vì các tướng nghị hòa mà không thông qua mình, và xé bỏ bản hòa ước. Biết rằng nhà vua nổi giận, các đạo quân Miến không dám trở về thủ đô. Thay vào đó, tháng 1 năm 1770, họ tiến đánh Manipur nơi một cuộc nổi loạn đã diễn ra, lợi dụng việc quân Miến không rảnh tay vì còn phải chống nhau với quân Thanh. Sau ba ngày giao tranh gần Langthabal, quân nổi dậy Manipur bị đánh bại, và thủ lĩnh (raja) của họ bỏ trốn đến Assam. Quân Miến đặt người thân họ lên ngai vàng, rồi quay về. Lúc này nhà vua cũng đã nguôi giận, vì chung cuộc thì quân Miến đã chiến thắng và bảo toàn ngai vàng cho ông. Tuy nhiên, nhà vua cũng buộc vị tướng lừng danh Maha Thiha Thura, người có con gái gả cho con trai của nhà vua và là thái tử Singu, mặc một bộ quần áo đàn bà và bắt ông cùng các tướng đày đi đến các xứ Shan. Nhà vua không cho phép họ được nhìn mặt mình, ngay cả các quan thượng thư xin cho họ cũng bị đưa đi đày.
Mặc dù giao tranh chấm dứt, nhưng cuộc ngưng chiến rất mỏng manh. Không có bất kỳ điểm nào trong bản hòa ước được các phía tôn trọng. Vì phía Trung Hoa không giao lại các chúa mường phản loạn, phía Miến cũng không trả lại 2500 tù binh Thanh mà cho họ định cư ở lại. Nhà Thanh mất một số tướng lĩnh giỏi nhất thời đó, gồm Dương Ứng Cư, Minh Thụy, A Lý Cổn, và Phó Hằng (người sau này ngã bệnh chết năm 1770). Cuộc chiến tiêu tốn quốc khố nhà Thanh 9,8 triệu lạng bạc. Dẫu vậy, Càn Long cũng vẫn cho quân đóng dọc biên giới vùng Vân Nam trong suốt một thập niên kế tiếp để chuẩn bị cho một cuộc viễn chinh nữa, trong khi vẫn cấm giao thương trong suốt hai thập kỷ.
Phía Miến Điện trong nhiều năm cũng bận rộn với nguy cơ xâm lược từ Trung Hoa, và phải giữ một loạt các binh trại dọc biên giới. Tổn thất lớn lao từ cuộc chiến (so với tỷ trọng dân số) và nhu cầu canh giữ biên giới phía bắc khiến cho khả năng tiếp tục chiến sự tại chiến trường Xiêm của Miến Điện bị suy yếu. Phải mất 5 năm nữa Miến Điện mới có thể đưa một đoàn quân đi đánh Xiêm được.
Phải mất 20 năm nữa Miến Điện và Trung Hoa mới nối lại quan hệ vào năm 1790. Việc nối lại quan hệ này được trung gian bởi giới quý tộc Thái-Shan và các quan lại Vân Nam muốn tiếp tục giao thương. Miến Điện, dưới triều vua Bodawpaya, hiểu việc nối lại quan hệ này trên phương diện bình đẳng, và họ coi việc trao đổi sứ thần là một phần của nghi thức ngoại giao, chứ không phải phái đoàn triều cống. Tuy nhiên với triều đình Trung Quốc, tất cả các phái đoàn ngoại giao đều được coi là phái đoàn triều cống. Càn Long xem việc nối lại quan hệ là biểu hiện triều phục từ phía Miến Điện, và đơn phương tuyên bố chiến thắng, ghi chiến dịch Miến Điện vào sổ Thập toàn võ công của mình.